# Célula em cesto
As células em cesto são interneurônios GABAérgicos inibitórios do cérebro, encontrados em diferentes regiões do córtex e cerebelo .

## Anatomia e fisiologia
As células em cesto são interneurônios GABAérgicos multipolares que funcionam para fazer sinapses inibitórias e controlar os potenciais elétricos das células-alvo. Em geral, os dendritos das células em cesta têm ramificações livres, contêm espinhas dendríticas lisas e se estendem de 3 a 9 mm. Os axônios são altamente ramificados, variando no total de 20 a 50 mm de comprimento total.
As arborizações axonais ramificadas dão origem ao nome à medida que aparecem como cestos em torno do soma da célula-alvo.  As células em cesta formam sinapses axossomáticas, o que significa que suas sinapses fazem conexão com os corpos celulares (somas) de outras células. Ao controlar os somas de outros neurônios, as células em cesta podem controlar diretamente a taxa de descarga do potencial de ação das células-alvo.

## Córtex
No córtex, as células em cesto têm axônios  ramificados que emitem pequenas elaborações pericelulares em forma de cesta ao longo de seu comprimento. As células em cesto constituem de 5 a 10% do total de neurônios no córtex.
Existem três tipos de células em cesto no córtex, os tipos pequeno, grande e de ninho. O axônio de uma célula em cesto pequena se arboriza na vizinhança da mesma faixa dendrítica da célula, este axônio é curto. Em contraste, células em cesto grandes inervam corpos celulares em várias colunas corticais, devido a seus longos axônios.  As células em cesto de ninho são uma forma intermediária das células pequenas e grandes, seus axônios estão confinados principalmente à mesma camada cortical de seu corpo físico. As células em cesto têm "colaterais axonais radiantes" entre as células em cesta grandes e pequenas. Eles são incluídos como células em cesta porque são interneurônios que realizam sinapses axossomáticas.

## Hipocampo
As células em cesto do hipocampo têm como alvo o corpo celular e os dendritos proximais dos neurônios piramidais. Semelhante a suas contrapartes no córtex, as células em cesto hipocampais também têm expressão de parvalbumina e spiking de potenciais de ação rápidos. Na região CA3 do hipocampo, as células em cesto podem frequentemente formar alças (loops) de inibição recorrentes com células piramidais. As projeções de uma célula piramidal inervam a célula-cesta, que por sua vez tem uma projeção de volta para as células piramidais originais. Como as células em cesta são inibitórias, isso gera um circuito fechado que pode ajudar a aliviar as respostas excitatórias.

## Cerebelo

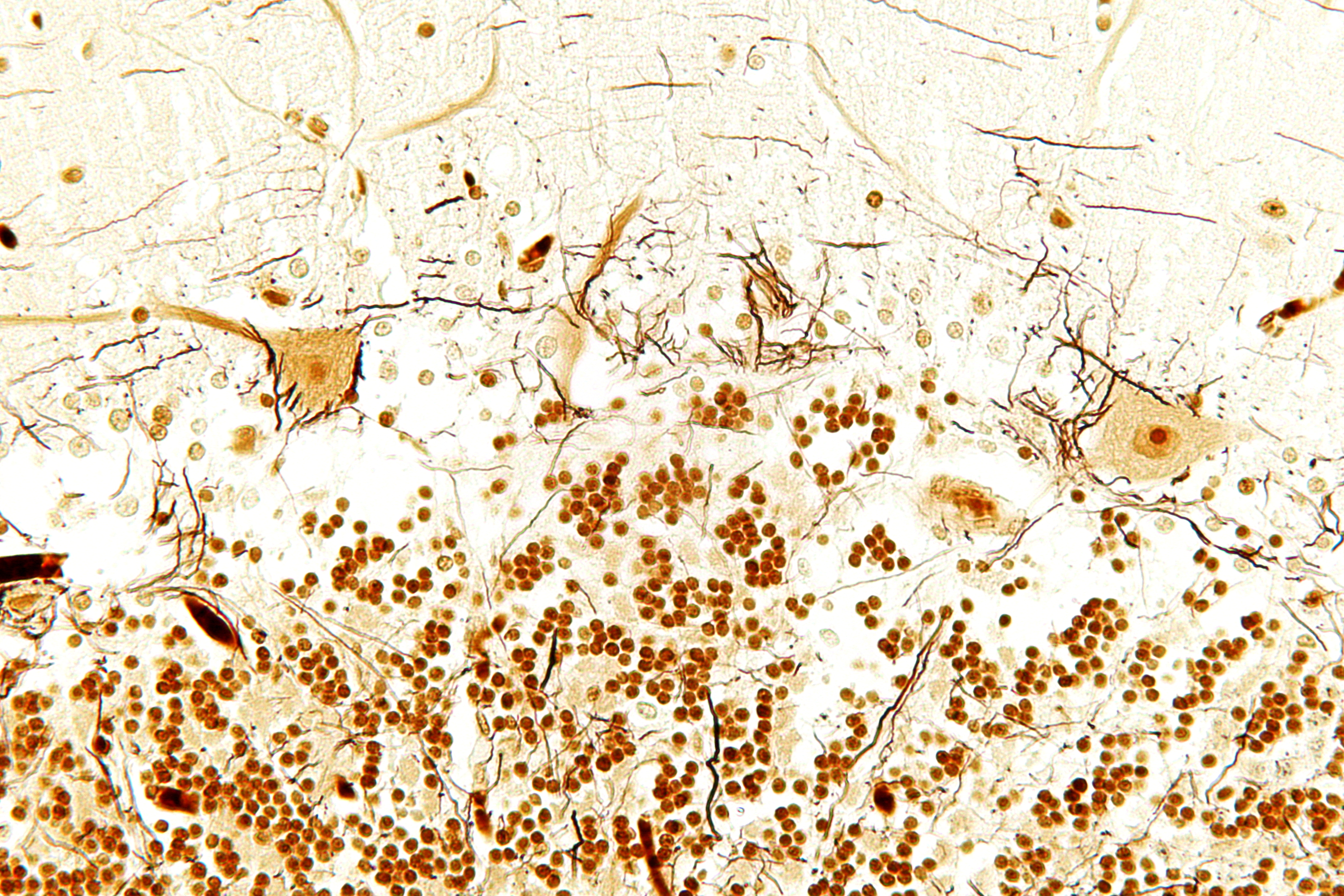
Micrografia do córtex do cerebelo mostrando células de Purkinje dentro dos cestos formadas pelos processos das células em cesto. Coloração de Bielschowsky.

No cerebelo, as células em cesto multipolares têm dendritos ramificados, que são dilatados e nodosos. As células em cesto fazem sinapses nos corpos celulares das células de Purkinje e fazem sinapses inibitórias com as células de Purkinje. Os axônios das células em cesto cerebelares disparam neurotransmissores inibidores, como GABA, para os axônios das células de Purkinje e inibe a célula de Purkinje. As células de Purkinje enviam mensagens inibitórias aos núcleos cerebelares profundos e são responsáveis pela única saída da coordenação motora do córtex cerebelar. Com o trabalho da célula em cesto, as células de Purkinje não enviam a resposta inibitória para a coordenação motora e ocorre o movimento motor.

## Imagens adicionais

Microcircuito do cerebelo.  As sinapses excitatórias são denotadas por (+) e as sinapses inibitórias por (-). Célula em cesto rotulada como BC ("basket cell") .
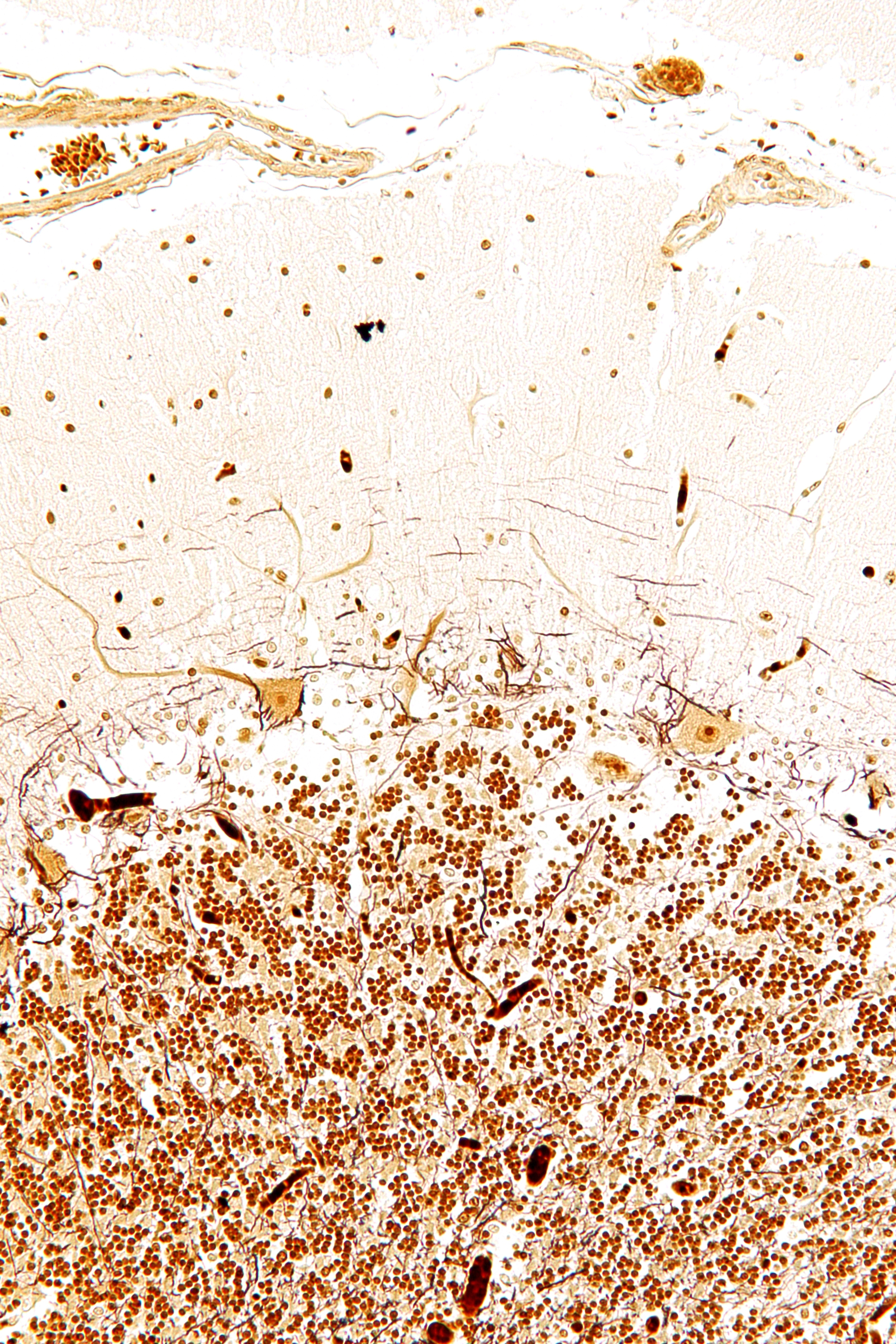
Cerebelo.
Foto microscópica do cerebeloFoto microscópica do cerebelo